# Alexandra Duff
Alexandra, Duchessa di Fife (Alexandra Victoria Alberta Edwina Louise; nata Duff; in seguito Principessa Arturo di Connaught; Londra, 17 maggio 1891 – Londra, 26 febbraio 1959), fu un membro della famiglia reale britannica, nipote di re Edoardo VII. Alexandra e la sua sorella minore, Maud, ebbero la distinzione di essere le uniche nipoti in linea femminile di un sovrano britannico a ricevere il titolo di principesse di Gran Bretagna ed Irlanda e il trattamento di Altezza.

## Genealogia e infanzia
Il padre di Alexandra era Alexander Duff, I duca di Fife (1840-1912), figlio di James Duff, 5º conte Fife (1814-1879). Essendo succeduto al padre come VI Conte di Fife, Alexander venne in seguito elevato a Duca di Fife e Marchese di Macduff tra i Pari del Regno Unito due giorni dopo il matrimonio, avvenuto nel 1889, con la principessa Luisa di Galles, figlia maggiore di Alberto Edoardo, principe di Galles (futuro re Edoardo VII) e di Alessandra di Danimarca.
Alexandra nacque ad Eastern Sheen Lodge, a Richmond, il 17 maggio 1891. Nel 1900, quando divenne ormai chiaro che i suoi genitori non avrebbero potuto più avere un figlio maschio, la regina Vittoria rinominò Alexander Duff Duca di Fife e Conte di Macduff nella Parìa del Regno Unito; questo secondo ducato includeva uno speciale rimando alla possibilità per le figlie del Duca ed i loro discendenti maschi, in assenza di eredi maschi, di ereditare il titolo.
In quanto bisnipote in linea femminile di un monarca britannico, la regina Vittoria appunto, Alexandra non aveva diritto di utilizzare il titolo di Principessa di Gran Bretagna o il trattamento di Altezza Reale. Per questo motivo, alla nascita, ella era stata intitolata Lady Alexandra Duff, come era usanza per le figlie dei duchi. Quando nacque, Alexandra era quinta in linea di successione al trono britannico.

## Principessa Alexandra

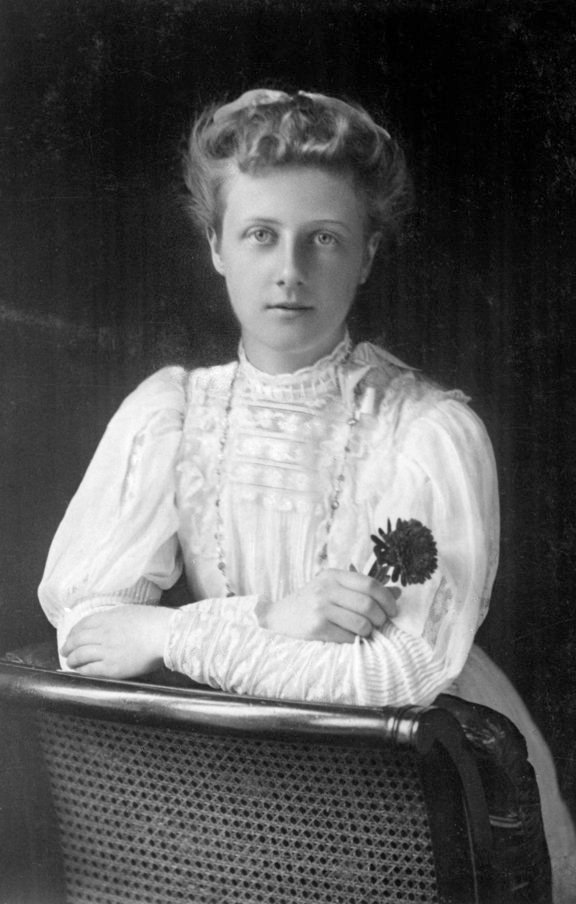
La Principessa Alexandra di Fife

Il 5 novembre 1905, re Edoardo VII diede alla madre di Alexandra il titolo di Principessa Reale; egli inoltre stabilì che Alexandra e sua sorella, Lady Maud Duff, fossero nominate Principesse di Gran Bretagna con il trattamento e gli attributi di Altezze e diritto di precedenza immediatamente successivo a quello degli altri membri della famiglia reale britannica con l'appellativo di Altezza Reale.
Nel 1910 circa ella si fidanzò segretamente con il principe Cristoforo di Grecia, figlio di Giorgio I e della regina Ol'ga, nata granduchessa di Russia. Dal momento che il padre di Cristoforo era uno dei fratelli minori della regina Alessandra, i due innamorati erano cugini. Il fidanzamento venne però interrotto quando i genitori dei due vennero a conoscenza della liaison e la disapprovarono.

## Duchessa di Fife
Nel dicembre 1911 la famiglia Fife fece naufragio al largo delle coste del Marocco; benché essi si salvarono senza riportare conseguenze, il padre di Alexandra si ammalò di pleurite, contratta probabilmente come conseguenza dell'incidente. Morì quindi ad Assuan, in Egitto, il 22 gennaio 1912 e la principessa Alexandra gli succedette nel ducato, divenendo quindi Duchessa di Fife e Contessa di Macduff come suo proprio diritto.

## Matrimonio

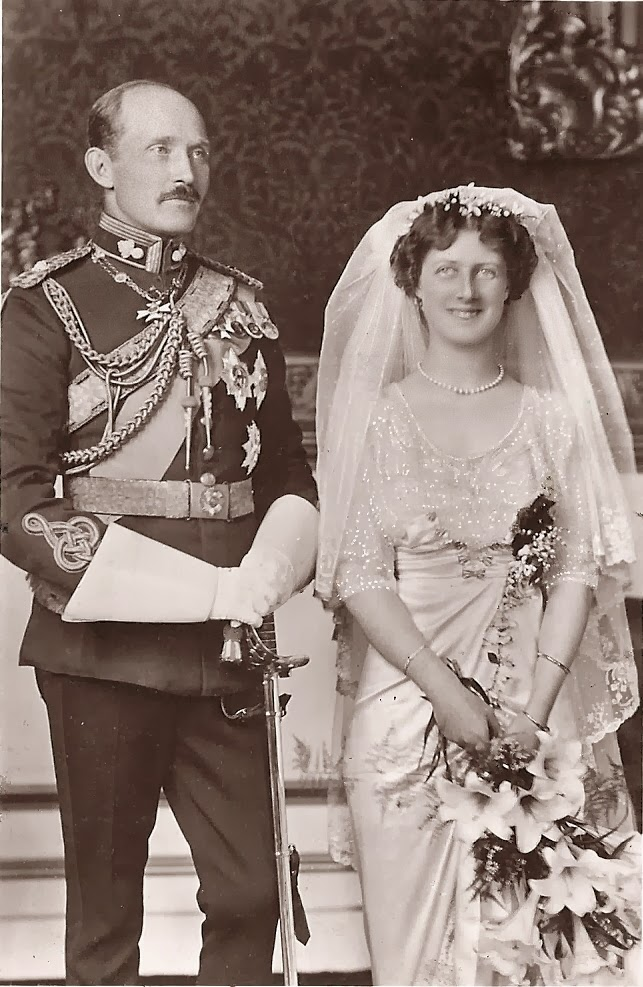
Alexandra ed il marito nel giorno del loro matrimonio

Il 15 ottobre 1913 Alexandra sposò il principe Arturo di Connaught, nella cappella reale di St. James's Palace, a Londra. Suo marito era l'unico figlio maschio del principe Arturo, duca di Connaught e Strathearn, che a sua volta era il terzo figlio della regina Vittoria e del principe consorte Alberto e, di conseguenza, fratello minore del nonno materno di Alexandra, re Edoardo VII. Dati questi legami famigliari, Arturo e Alexandra erano cugini (avevano lo stesso grado di parentela di Alexandra e Cristoforo di Grecia). Era questo il secondo matrimonio che si celebrava tra un principe ed una principessa del Regno Unito; il primo era stato quello del principe Guglielmo Federico, duca di Gloucester, con la principessa Maria.
Dopo il matrimonio, Alexandra venne in genere conosciuta con il titolo di S.A.R. Principessa Arturo di Connaught, Duchessa di Fife, in ossequio alla tradizione che una donna ricevesse il titolo ed il trattamento del marito.
Assieme a suo marito, Alexandra espletò numerosi incarichi reali per conto di suo zio, re Giorgio V, ed in seguito per suo cugino, re Giorgio VI. Dal 1937 al 1949 ella prestò servizio come consigliere di Stato.

## Carriera
Durante la prima guerra mondiale, la Principessa prestò servizio come infermiera presso il St. Mary's Hospital di Paddington; nel 1920, quando suo marito venne nominato Governatore generale dell'Unione Sudafricana, ella lo seguì a Pretoria e lavorò presso alcuni ospedali locali. Al ritorno della coppia in Inghilterra ella continuò a svolgere i propri impegni reali. Morì a casa sua nel 1959, vicino a Primrose Hill, a Londra, e venne sepolta nella cappella di Mar Lodge, nell'Aberdeenshire.
Il suo unico figlio ed erede apparente al ducato di Fife, Alastair Arthur, morì ad Ottawa nel 1943, un anno dopo essere succeduto al nonno paterno nel titolo di 2º Duca di Connaught e Strathearn. Essendo premorto alla madre, il titolo di Duca di Fife passò al nipote di Alexandra, James George Alexander Bannerman Carnegie, Lord Carnegie, figlio di sua sorella minore, la principessa Maud, contessa di Southesk.

## Titoli nobiliari ed onorificenze

### Titoli
- 17 maggio 1891 – 5 novembre 1905: Lady Alexandra Duff
- 5 novembre 1905 – 22 gennaio 1912: Sua Altezza la Principessa Alexandra di Fife, Principessa di Gran Bretagna e Irlanda
- 22 gennaio 1912 – 15 ottobre 1913: Sua Altezza la Principessa Alexandra, Duchessa di Fife, Principessa di Gran Bretagna e Irlanda
- 15 ottobre 1913 – 26 febbraio 1959: Sua Altezza Reale la Principessa Arturo di Connaught, Duchessa di Fife

### Onorificenze

#### Cariche militari onorifiche
- Colonnello in Capo dei Royal Army Pay Corps

## Antenati
|                                     |                                   |                                           | Genitori                                                       |  |  | Nonni |  |  | Bisnonni            |  |  | Trisnonni                      |  |
|                                     |                                   |                                           |                                                                |  |  |       |  |  | Lord Alexander Duff |  |  | Alexander Duff, III conte Fife |  |
|                                     |                                   |                                           |                                                                |  |  |       |  |  | Lord Alexander Duff |  |  | Alexander Duff, III conte Fife |  |
|                                     |                                   | Mary Skene                                |                                                                |  |  |       |  |  | Lord Alexander Duff |  |  |                                |  |
| James Duff, V conte Fife            |                                   |                                           |                                                                |  |  |       |  |  | Lord Alexander Duff |  |  |                                |  |
|                                     |                                   | Anne Stein                                | James Stein                                                    |  |  |       |  |  |                     |  |  |                                |  |
|                                     |                                   | Anne Stein                                | James Stein                                                    |  |  |       |  |  |                     |  |  |                                |  |
|                                     |                                   | Anne Stein                                | Catherine Buchanan                                             |  |  |       |  |  |                     |  |  |                                |  |
| Alexander Duff, I duca di Fife      |                                   | Anne Stein                                |                                                                |  |  |       |  |  |                     |  |  |                                |  |
|                                     |                                   | William George Hay, XVIII conte di Erroll | William Hay, XVII conte di Erroll                              |  |  |       |  |  |                     |  |  |                                |  |
|                                     |                                   | William George Hay, XVIII conte di Erroll | William Hay, XVII conte di Erroll                              |  |  |       |  |  |                     |  |  |                                |  |
|                                     |                                   | William George Hay, XVIII conte di Erroll | Alicia Eliot                                                   |  |  |       |  |  |                     |  |  |                                |  |
| Agnes Hay                           |                                   | William George Hay, XVIII conte di Erroll |                                                                |  |  |       |  |  |                     |  |  |                                |  |
|                                     |                                   | Elizabeth FitzClarence                    | Guglielmo IV del Regno Unito                                   |  |  |       |  |  |                     |  |  |                                |  |
|                                     |                                   | Elizabeth FitzClarence                    | Guglielmo IV del Regno Unito                                   |  |  |       |  |  |                     |  |  |                                |  |
|                                     |                                   | Elizabeth FitzClarence                    | Dorothea Jordan                                                |  |  |       |  |  |                     |  |  |                                |  |
| Alexandra Duff, 2ª duchessa di Fife |                                   | Elizabeth FitzClarence                    |                                                                |  |  |       |  |  |                     |  |  |                                |  |
|                                     | Alberto di Sassonia-Coburgo-Gotha | Ernesto I di Sassonia-Coburgo-Gotha       |                                                                |  |  |       |  |  |                     |  |  |                                |  |
|                                     | Alberto di Sassonia-Coburgo-Gotha | Ernesto I di Sassonia-Coburgo-Gotha       |                                                                |  |  |       |  |  |                     |  |  |                                |  |
|                                     | Alberto di Sassonia-Coburgo-Gotha | Luisa di Sassonia-Gotha-Altenburg         |                                                                |  |  |       |  |  |                     |  |  |                                |  |
| Edoardo VII del Regno Unito         | Alberto di Sassonia-Coburgo-Gotha |                                           |                                                                |  |  |       |  |  |                     |  |  |                                |  |
|                                     |                                   | Vittoria del Regno Unito                  | Edoardo Augusto di Hannover                                    |  |  |       |  |  |                     |  |  |                                |  |
|                                     |                                   | Vittoria del Regno Unito                  | Edoardo Augusto di Hannover                                    |  |  |       |  |  |                     |  |  |                                |  |
|                                     |                                   | Vittoria del Regno Unito                  | Vittoria di Sassonia-Coburgo-Saalfeld                          |  |  |       |  |  |                     |  |  |                                |  |
| Luisa, principessa reale            |                                   | Vittoria del Regno Unito                  |                                                                |  |  |       |  |  |                     |  |  |                                |  |
|                                     |                                   | Cristiano IX di Danimarca                 | Federico Guglielmo di Schleswig-Holstein-Sonderburg-Glücksburg |  |  |       |  |  |                     |  |  |                                |  |
|                                     |                                   | Cristiano IX di Danimarca                 | Federico Guglielmo di Schleswig-Holstein-Sonderburg-Glücksburg |  |  |       |  |  |                     |  |  |                                |  |
|                                     |                                   | Cristiano IX di Danimarca                 | Luisa Carolina d'Assia-Kassel                                  |  |  |       |  |  |                     |  |  |                                |  |
| Alessandra di Danimarca             |                                   | Cristiano IX di Danimarca                 |                                                                |  |  |       |  |  |                     |  |  |                                |  |
|                                     |                                   | Luisa d'Assia-Kassel                      | Guglielmo d'Assia-Kassel                                       |  |  |       |  |  |                     |  |  |                                |  |
|                                     |                                   | Luisa d'Assia-Kassel                      | Guglielmo d'Assia-Kassel                                       |  |  |       |  |  |                     |  |  |                                |  |
|                                     |                                   | Luisa d'Assia-Kassel                      | Luisa Carlotta di Danimarca                                    |  |  |       |  |  |                     |  |  |                                |  |
|                                     |                                   | Luisa d'Assia-Kassel                      |                                                                |  |  |       |  |  |                     |  |  |                                |  |